# Viola (voilier)
Pour les articles homonymes, voir Viola.
Le yacht Viola est un cotre aurique de 1908, construit sur le chantier Fairlie, sur le bord de la Firth of Clyde en Écosse par l'architecte et constructeur naval William Fife.
Son immatriculation est YE 798957 (L'Île-d'Yeu).
Le Viola fait l’objet d’un classement au titre objet des monuments historiques depuis le 12 juin 2002.
Il a également le label « Bateau d'intérêt patrimonial » décerné par la Fondation du patrimoine maritime et fluvial.

## Histoire
Le Viola a été conçu pour la croisière par William Fife Junior III, héritier de la famille Fife, architecte et constructeur naval de renom dans toute l'Europe. Très bien entretenu par ses propriétaires successifs, il a conservé la quasi-totalité de sa structure d'origine.
Il a été racheté, en 1992, par l'association française ADEPAR, fondatrice de la Fête du chant de marin de Paimpol. Il récupère son gréement d'origine de cotre aurique et participe à la redynamisation de la plaisance classique en Bretagne. Classé monument historique dès 1993, Viola bénéficia de quelques travaux de restauration.
En 1999, il rejoint le slipway du Musée maritime de La Rochelle pour être préparé aux régates de celui-ci. Il navigue aussi sur les côtes atlantiques et participe aux différents rassemblements de vieux gréements.
Le Viola est membre du Yacht Club classiquede La Rochelle. Il participe à des rassemblements maritimes et des régates classiques.
En 2016, il participe aux Voiles de Saint-Tropez dans la catégorie Époque aurique (EA) auprès d'un autre Fife, le Nan de 1896...